# Clarkinella
Clarkinella – rodzaj błonkówek z rodziny męczelkowatych. Gatunkiem typowym jest Clarkinella canadensis.

## Zasięg występowania
Ameryka Północna i Południowa - C. canadensis występuje w Kanadzie, zaś C. edithae w Brazylii i Trynidadzie i Tobago.

## Biologia i ekologia
Żywiciele przedstawicieli tego rodzaju nie są znani.

## Systematyka
Do rodzaju zaliczane są 2 gatunki:
- Clarkinella canadensis Mason, 1981
- Clarkinella edithae Mason, 1981